# Haliclona forcipata
Haliclona forcipata är en svampdjursart som först beskrevs av Thiele 1903.  Haliclona forcipata ingår i släktet Haliclona och familjen Chalinidae. Inga underarter finns listade i Catalogue of Life.